# Tramvajová doprava ve Würzburgu
Tramvajová síť ve Würzburgu je jedním ze čtyř aktuálně provozovaných tramvajových systémů v Bavorsku. Síť je tvořena 19,7 kilometry tratí, po nichž jezdí tramvaje celkem pěti linek. Dopravu provozuje Würzburger Straßenbahn, dceřiná společnost Würzburger Versorgungs- und Verkehrsgesellschaft.

## Historie
Provoz první tramvajové linky, vedené koněspřežnými tramvajemi, byl zahájen v roce 1892. V roce 1900 začal také elektrický provoz.
Od 90. let 20. století docházelo k přesouvání tramvajových tratí na vlastní těleso namísto tradičního umístění v ulicích, čímž došlo k přeměně na systém podobný lehké železnici. Většina z nich (kromě čtvrti Sanderau a centra města) tak leží mimo uliční síť, což zajišťuje větší plynulost celého systému.

## Linkové vedení
| Linka | Trasa                                                                  | Jízdní doba |
| ----- | ---------------------------------------------------------------------- | ----------- |
| 1     | Pestalozzistraße – Hauptbahnhof – Rathaus – Königsberger Straße        | 20 minut    |
| 2     | Hauptbahnhof – Bürgerbräu                                              | 14 minut    |
| 3     | Hauptbahnhof – Rathaus – Athener Ring                                  | 27 minut    |
| 4     | Königsberger Straße – Rathaus – Bürgerbräu                             | 33 minut    |
| 5     | Pestalozzistraße – Hauptbahnhof – Rathaus – Athener Ring – Rottenbauer | 39 minut    |

## Vozový park
Podle dat z roku 2019 tvoří flotilu würzburské tramvajové sítě:
- 20 tramvají GT-N (rok výroby 1995),
- 14 tramvají GT-E (rok výroby 1989),
- 6 tramvají GTW-D8 (rok výroby 1968).

V roce 2019 bylo objednáno 18 nových nízkopodlažních tramvají. Dodávka od společnosti HeiterBlick proběhne v letech 2022–2024.

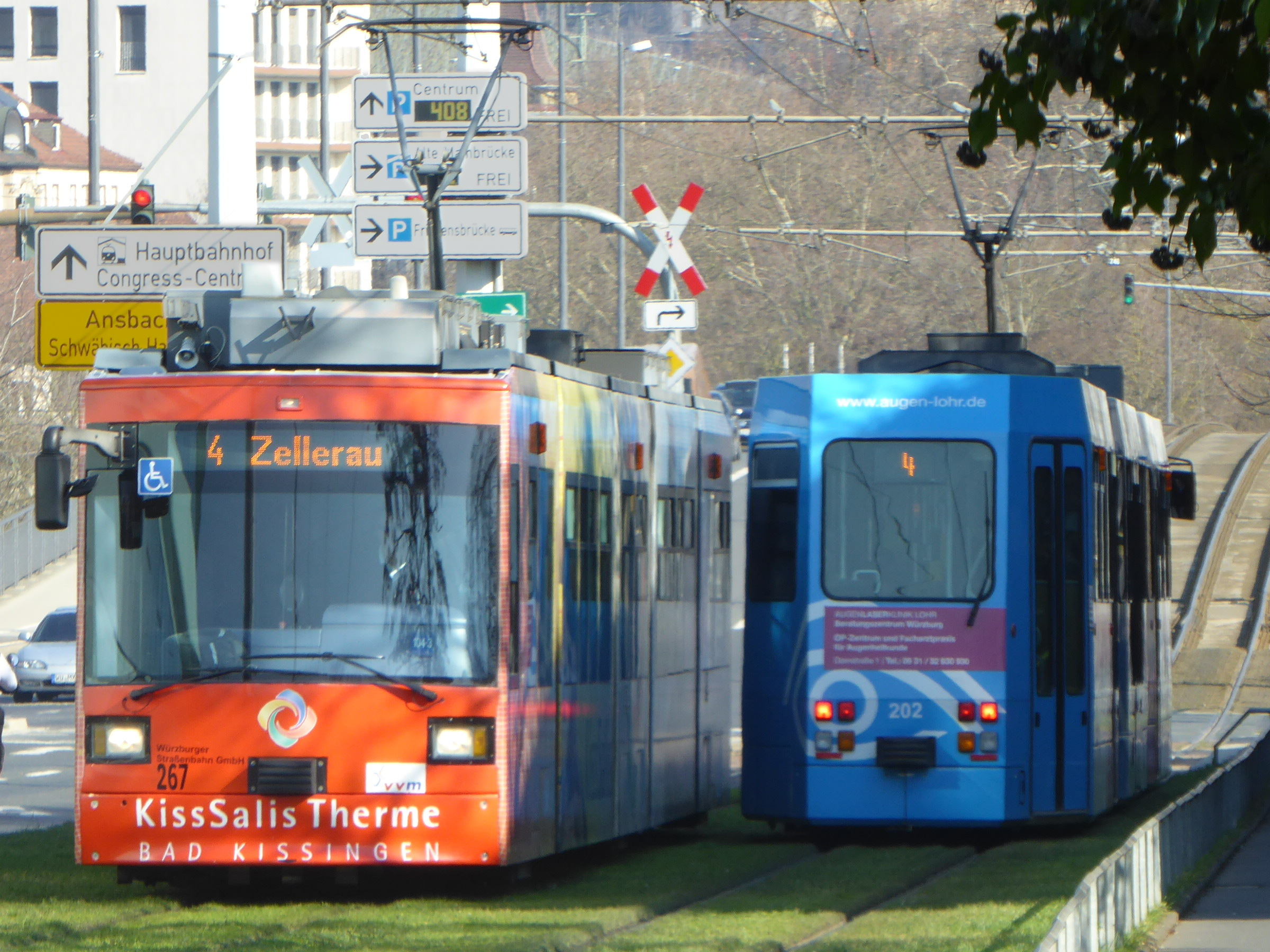
GT-N (vlevo)
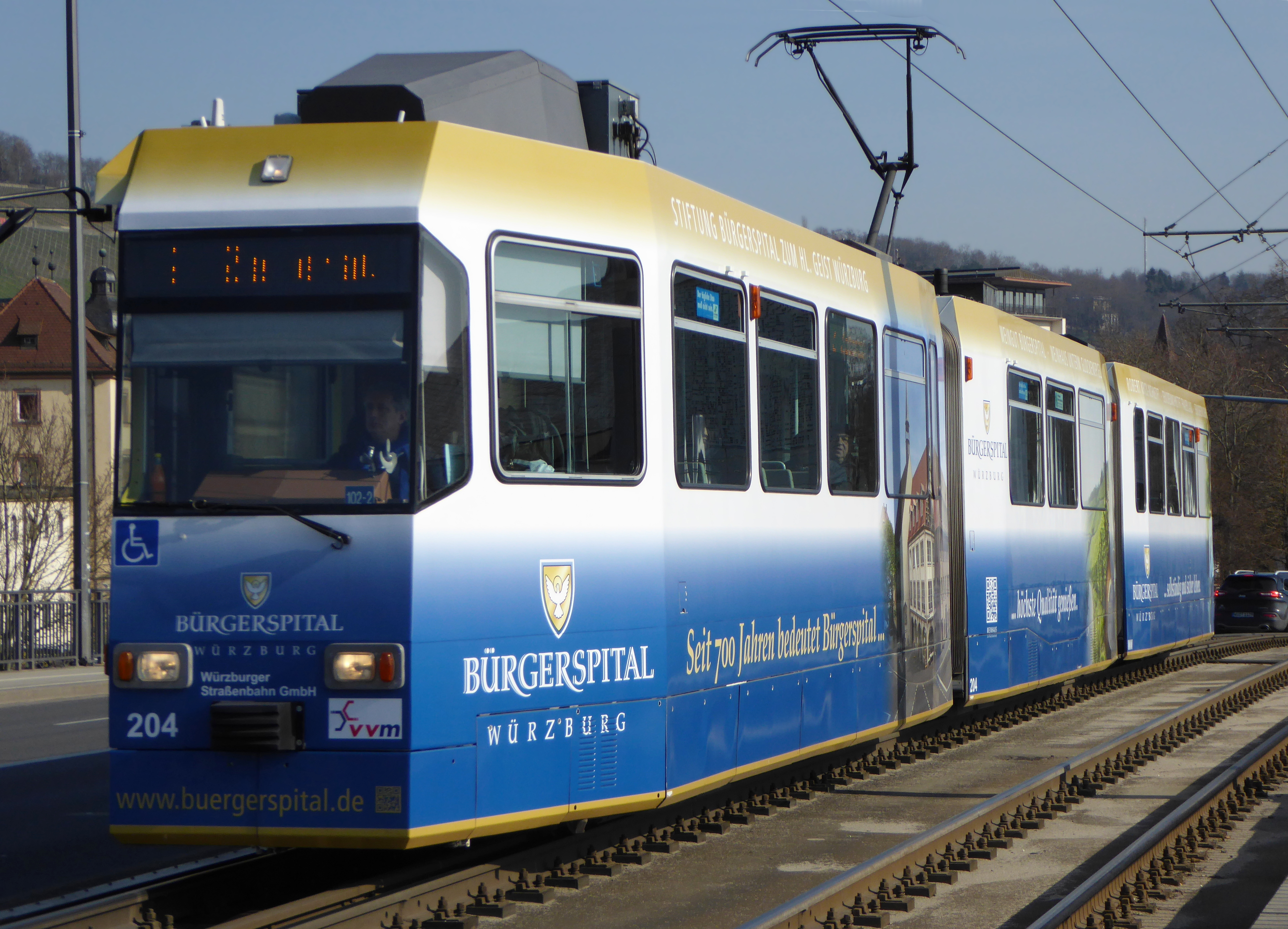
GT-E
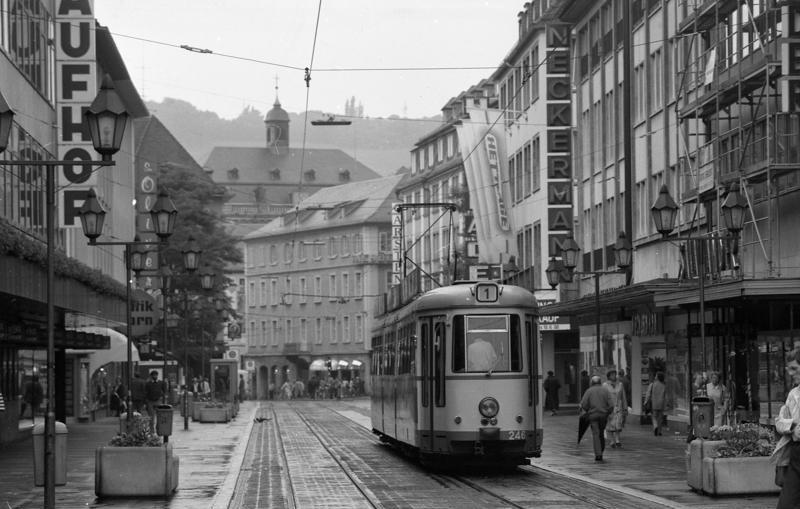
GTW-D8